# Zephyranthes ciceroana
Zephyranthes ciceroana är en amaryllisväxtart som beskrevs av M.M.Mejía och Rodolfo García. Zephyranthes ciceroana ingår i släktet Zephyranthes och familjen amaryllisväxter. Inga underarter finns listade i Catalogue of Life.